# Нові Тарашнури
Нові Тарашну́ри (рос. Новые Тарашнуры, марій. У Тарашнур) — присілок у складі Гірськомарійського району Марій Ел, Росія. Входить до складу Єласівського сільського поселення.

## Населення
Населення — 82 особи (2010; 83 у 2002).
Національний склад (станом на 2002 рік):
- марі — 97 %